# محمد بن غازی ملطیوی
محمد بن غازی مَلَطیَوی از ادیبان آسیای صغیر و اهل شهر مَلَطیه در ترکیه امروزی بود. او در دربار سلیمان‌شاه تألیفات بسیاری به زبان فارسی نگاشت. سبک نوشتارهای ملطیوی، نثر مصنوع است که پر از واژگان عربی و بسیار پیچیده و پرآرایه می‌باشد. مهمترین اثر او روضةالعقول است که ترجمه‌ای فارسی از مرزبان‌نامه می‌باشد. از دیگر کتاب‌های او مرشد الکتاب است که مجموعه‌ای دربارهٔ عهدنامه‌ها، مناشیر و اِخوانیات می‌باشد و برید السعادت که شرح چهل حدیث محمد و چهل حدیث صحابه است.